# ۱۹۹ (عدد)
۱۹۹(صد و نود و نه) یک عدد طبیعی است که بعد از ۱۹۸ و قبل از ۲۰۰ قرار دارد. این عدد یک عدد اول است  